# Dąbrowa Chełmińska

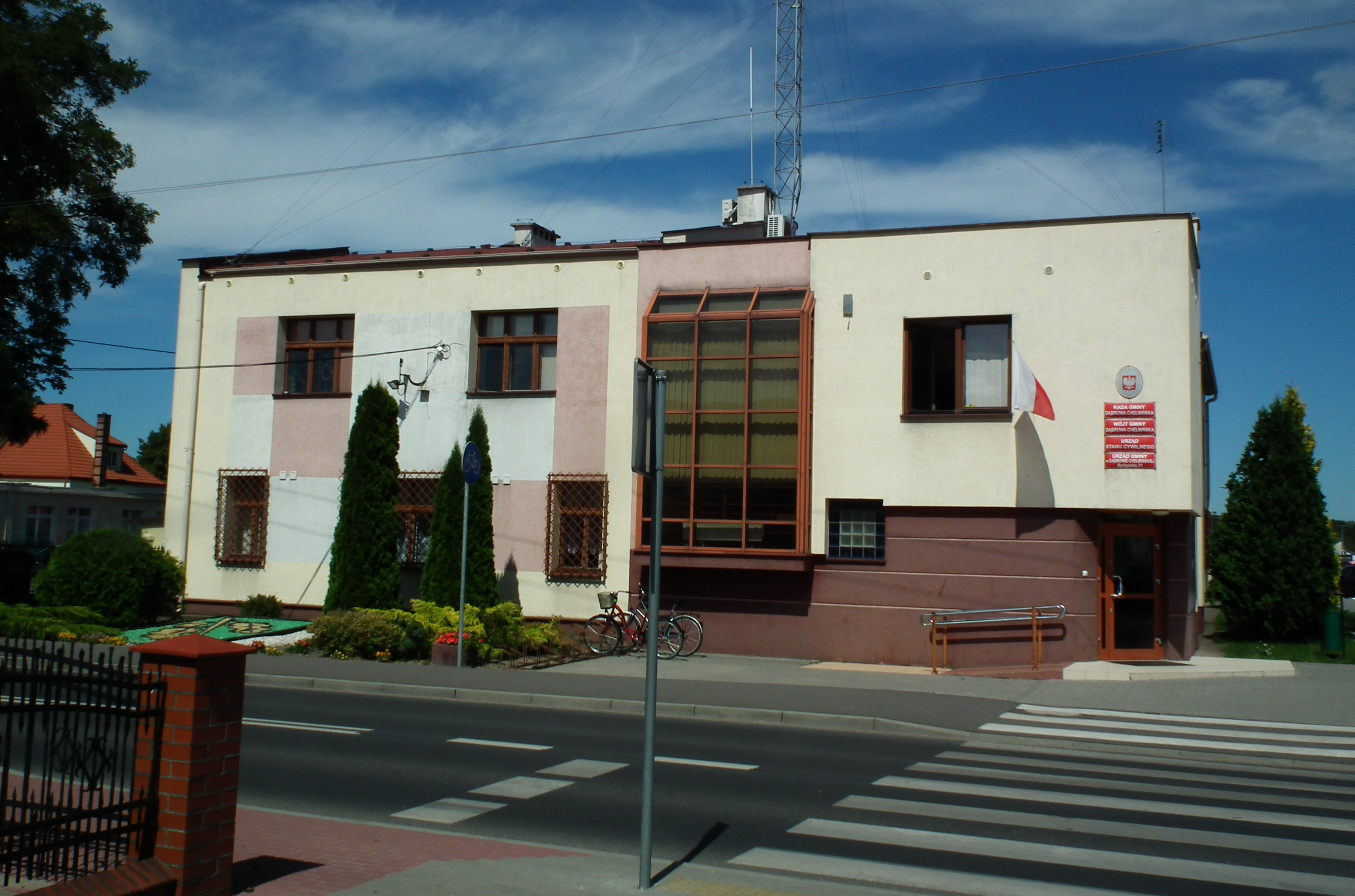
Urząd gminy w Dąbrowie Chełmińskiej

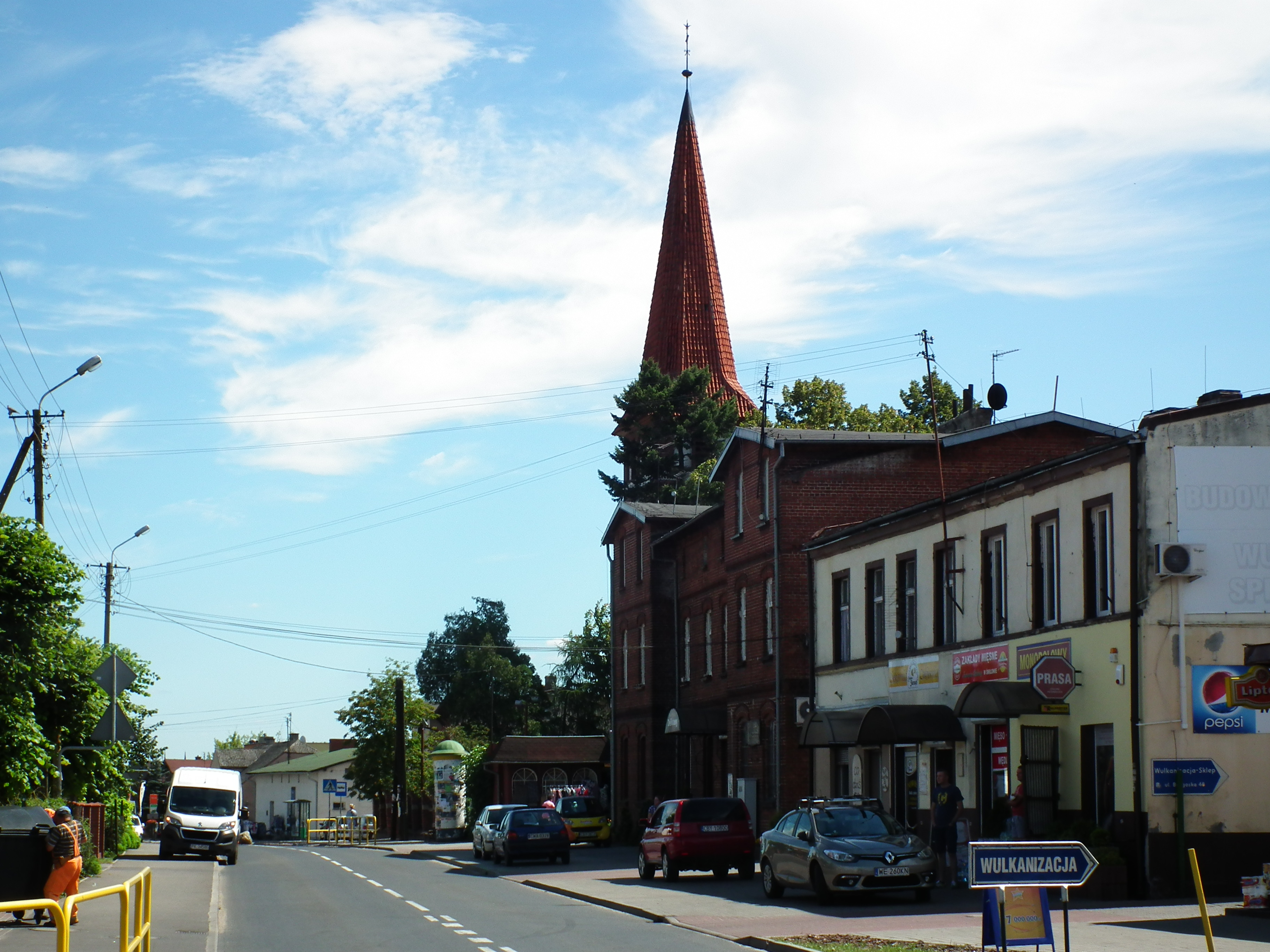
Ulica w Dąbrowie Chełmińskiej

Dąbrowa Chełmińska (do roku 1925: Dąbrówka pod Unisławiem) – wieś w Polsce, położona w województwie kujawsko-pomorskim, w powiecie bydgoskim, w gminie Dąbrowa Chełmińska. Siedziba gminy Dąbrowa Chełmińska.

## Położenie
Miejscowość położona jest na historycznej Ziemi Chełmińskiej, rozlokowana na wysoczyźnie morenowej należącej do Pojezierza Chełmińskiego.
W latach 1975–1998 wieś administracyjnie należała do województwa bydgoskiego.
W latach 1939–1945 położona była w okręgu Rzeszy Gdańsk-Prusy Zachodnie, w rejencji bydgoskiej (Regierungsbezirk Bromberg), w powiecie Chełmno (Kreis Kulm).

## Integralne części wsi
| SIMC    | Nazwa | Rodzaj     |
| ------- | ----- | ---------- |
| 0084149 | Linie | przysiółek |

## Nazwa
W starych dokumentach miejscowość występowała pod nazwami:
- 1285 – Damerowe, Damprow, Dameraw, Dapmeraw, Dampraw;
- 1570, 1609 – Dąbrówka;
- XIX w. – Damerau.

Swobodny przekład łacińskiej nazwy miejscowej Damerowe zawiera nazwę wyróżniającą właściwość tego terenu, że był dziki (łac. dam) i że nietrudno w nim o zbłądzenie (łac. error). Natomiast słowiańska nazwa Dąbrówka, potem Dąbrowa wyraża informację o miejscowej szacie roślinnej terenu.
W latach 1939 - 1942 dotychczasową nazwą wsi było Dombrowken, lecz po przeprowadzonej zamianie nazw miejscowości w Okręgu Rzeszy Gdańsk-Prusy Zachodnie, w latach 1942 - 1945 nazywała się Lehmberg.

## Charakterystyka
Dąbrowa Chełmińska jest stolicą gminy w powiecie bydgoskim. Przez miejscowość przebiega droga wojewódzka nr 551 ze Strzyżawy do Wąbrzeźna oraz linia kolejowa nr 209 Bydgoszcz Wschód – Brodnica. Na zachód od granic miejscowości znajduje się przystanek kolejowy Dąbrowa Chełmińska. We wsi znajduje się Zespół Szkół im. Celestyna Kamińskiego, Gminny Ośrodek Kultury i Sportu, Gminna Biblioteka Publiczna oraz Gminna Przychodnia SPZOZ. Funkcjonują dwa kluby sportowe: UKS Dąbrowa Chełmińska i LKS Dąbrowa Chełmińska.

### Demografia
Według Narodowego Spisu Powszechnego (III 2011 r.) wieś liczyła 2032 mieszkańców. Jest największą miejscowością gminy Dąbrowa Chełmińska.

### Przyroda i rekreacja
Dąbrowa Chełmińska od wschodu, północy i zachodu otoczona jest kompleksem leśnym o urozmaiconym drzewostanie. Na północy do wsi przylega rezerwat przyrody Linje chroniący torfowisko, a pewnym oddaleniu znajdują się trzy inne rezerwaty, które łączy  pieszy szlak turystyczny (48,4 km) „Rezerwatów Chełmińskich”, wiodący z Bydgoszczy-Fordonu do Chełmna. Wzdłuż drogi wojewódzkiej nr 551 przez Dąbrowę Chełmińską wiedzie droga rowerowa z Fordonu przez Strzyżawę i Ostromecko.

### Zabytki
Według rejestru zabytków NID na listę zabytków wpisany jest kościół ewangelicki, obecnie rzymskokatolicki filialny pw. Wniebowzięcia NMP z XIX/XX w., nr rej.: A-45 z 28.12.2001.

### Dawne cmentarze
Na terenie wsi zlokalizowane są dwa nieczynne cmentarze ewangelickie.

## Historia
Pierwsza wzmianka pisana o Dąbrowie Chełmińskiej pochodzi z 1285 roku, kiedy krzyżacki mistrz krajowy Konrad von Thierberg Młodszy przekazał wdowie Kunegundzie i jej synowi Bartłomiejowi dobra ziemskie w Czarżu, określając granicę z wsią Dąbrowa. W 1418 roku miejscowość była krzyżacką wsią czynszową o powierzchni 42 łanów, administracyjnie podporządkowaną prokuratorii we wsi Pień, w 1423 prokuratorii z siedzibą na zamku w Unisławiu, a od 1430 roku komturstwu w Starogrodzie. Wieś była oczynszowana na prawie chełmińskim na rzecz zakonu. W zalesionej dębiną części wsi bartnicy zajmowali się hodowlą pszczół w barciach leśnych. W czasach panowania krzyżackiego właściciele byli obowiązani wystawić jednego rycerza w zbroi lekkiej, który zbroją musiał okrywać też konia oraz posiadać przy sobie giermka na koniu oraz konia zapasowego. W czasie wojen polsko-krzyżackich 1409–1422 wieś została splądrowana (2 ludzi zamordowano, na 18 łanach zniszczono zasiewy). W 1466 roku na mocy traktatu toruńskiego, Dąbrowa wraz z Ziemią Chełmińską została włączona do Królestwa Polskiego. W 1505 roku król Aleksander Jagiellończyk nadał kapitule chełmińskiej były okręg krzyżacki Starogród, w tym Dąbrowę Chełmińską. Wyłączono z tego nadania tylko grunty chłopskie o obszarze 18 łanów. Własność kościelna w Dąbrowie Chełmińskiej należała do folwarku biskupiego w Unisławiu. We wsi nie było dworu, ani zabudowań folwarcznych, a części pól nie uprawiano i zarastała ona lasem. Istniała natomiast karczma, gdzie sprzedawano piwo i gorzałkę. Po wojnach szwedzkich, w I połowie XVIII wieku (według sprawozdań z wizytacji biskupich) więcej niż połowę gruntów porastały drzewa i krzewy. Po przejściu wsi pod panowanie pruskie w wyniku I rozbioru Polski (1772) przeprowadzono spis, który wykazał, że istniało tu 12 gospodarstw chłopskich stosujących trójpolówkę oraz 8 rodzin najemników. Zaludnienie wynosiło 87 osób. Wieś dysponowała wówczas 23 włókami uprawianej ziemi oraz 40 osłami, 25 jałówkami, 371 owcami, 12 świniami i 39 krowami.
Rząd pruski skonfiskował dobra kościelne oraz w ramach ustawy uwłaszczeniowej (1823) parcelował ziemię, rozdzielając ją chłopom oraz nowym osadnikom. Wspierano finansowo osadnictwo Niemców we wsi rzekomo dla podniesienia poziomu gospodarki rolnej, faktycznie dla zniemczenia tych terenów. Gorliwym germanizatorem zamieszkałej na tym terenie ludności polskiej był biskup chełmiński (1785–1795) hr. Karol von Hohenzollern. W latach 1815–1920 Dąbrowa należała do powiatu chełmińskiego, rejencji kwidzyńskiej, w prowincji Prusy Zachodnie.
Ze spisu opublikowanego w 1881 roku wynika, że w Dąbrowie Chełmińskiej było 96 budynków, w tym 65 mieszkalnych, w których mieszkało 29 katolików i 626 ewangelików. Wieś był lokalnym centrum ludności ewangelickiej i niemieckiej. Do miejscowej szkoły ewangelickiej uczęszczało 251 dzieci ewangelickich i 3 żydowskich – miejscowych oraz ze wsi: Janowo, Czemlewo, Gierkowo i Otowice. Natomiast dzieci z rodzin katolickich uczęszczały do szkoły katolickiej w Boluminku. W 1895 roku we wsi zbudowano dworzec kolejowy na nowo zbudowanej linii Fordon-Ostromecko-Dabrowa Chełmińska-Chełmża, co przyczyniło się do dalszego rozwoju gospodarczego. Na przełomie XIX i XX w. zbudowano kościół ewangelicko-unijny.
Po przejściu wsi w 1920 roku w obręb państwa polskiego, utworzono w Dąbrowie Chełmińskiej gminę wiejską, a w latach 30. XX w. wójtostwo. Przeniesiono tu z Czarża tradycyjne jarmarki. W przeddzień II wojny światowej okolice Dąbrowy były terenem ożywionej działalności niemieckich grup rewizjonistycznych, co znalazło odzwierciedlenie jesienią 1939 roku w zbrodniczej działalności miejscowego niemieckiego Selbstschutzu. Symbolem tej zbrodniczej działalności jest cmentarz i obelisk upamiętniający zamordowanych Polaków z terenu gminy Dąbrowa Chełmińska.
26 stycznia 1945 do Dąbrowy wkroczyli żołnierze 70 Armii Radzieckiej 2 Frontu Białoruskiego. Na początku lutego 1945 w lasach koło Dąbrowy Chełmińskiej, Cichoradza, Unisławia i Chełmna okrążono i zniszczono resztki wojsk niemieckich. W wyniku krwawej bitwy, która zakończyła się dopiero 7 lutego zginęło ok. 9 tys. żołnierzy niemieckich, a 4 tys. wzięto do niewoli. W 1945 roku ludność niemiecka opuściła miejscowość, a w jej miejsce przybyli Polacy z głębi kraju i z kresów wschodnich. 22 października 1948 kościół przekazano w użytkowanie parafii Boluminek jako filialny pw. Wniebowzięcia NMP.
W latach 1945–1954 istniała gmina Dąbrowa Chełmińska w powiecie chełmińskim, w województwie bydgoskim. Reforma administracyjna z 25 września 1954 w miejsce zlikwidowanych gmin powołała gromady. W latach 1954–1972 istniała wówczas gromada Dąbrowa Chełmińska, którą stopniowo powiększano, wchłaniając sąsiednie likwidowane gromady. Po reformie administracyjnej z 1975 roku miejscowość ustanowiono stolicą gminy Dąbrowa Chełmińska, w województwie bydgoskim, a od 1999 roku gminy Dąbrowa Chełmińska, w powiecie bydgoskim i województwie kujawsko-pomorskim.
W latach 2010–2021 funkcjonował tu zakład przetwórstwa łososia i ryb wędzonych MerAlliance Poland, zatrudniający 200 osób.

## Znane osoby
W 1953 roku w Dąbrowie Chełmińskiej urodził się Janusz Dzięcioł – polityk, poseł na Sejm VI i VII kadencji.